# 1er Régiment étranger de cavalerie
Il 1º Reggimento straniero di cavalleria (in francese 1er Régiment étranger de cavalerie o 1er REC), è l'unico reggimento di cavalleria della Legione straniera francese. Il 2º reggimento straniero di cavalleria, è stato infatti soppresso e sostituito dal Distaccamento della Legione straniera di Mayotte.
Il reggimento, oggi corazzato, è stato stazionato prima a Orano, poi ad Orange dal 1967 al 2014 quando è stato trasferito a Carpiagne (Marsiglia).

## Storia
Costituito nel 1920, ebbe inizialmente una forte componente di russi bianchi, in particolare ufficiali provenienti dalla guerra civile russa, e di cavalieri cosacchi. Stazionarono inizialmente in Tunisia, e dal 1925 in Marocco parteciparono a tutti gli scontri con i ribelli antifrancesi nel Sahara. Dal gennaio 1943 partecipò alla seconda guerra mondiale, entrando nel maggio 1945 in Austria. Dal 1947 fu in Indocina, nel 1955 in Tunisia e l'anno dopo in Algeria. Hanno combattuto durante la Guerra del Golfo.
Nel gennaio 2013 i legionari sono stati inviati in Mali a difendere il paese dall'invasione degli islamisti del Movimento Nazionale di Liberazione dell'Azawad.

## Mezzi
Al 2015 dispone di 800 uomini su cinque squadroni e dotato di carri armati leggeri AMX-10RC, blindati "Panhard VBL Milan" e mezzi anfibi Renault VAB.